# Quartell
Quartell és un municipi del País Valencià situat a la comarca del Camp de Morvedre.
Limita amb Benavites, Quart de les Valls, Benifairó de les Valls, Sagunt, Faura i Almenara (a la comarca de la Plana Baixa).

## Geografia
Se situa en el sector central de la plana que conforma la Vall de Segó. Per tant, la superfície del territori és plana ocupant els conreus el 86,3% del total del sòl; i la no productiva del 13,8%. Els últims contraforts de la Serra d'Espadà envolten la vall que on es troba la població, la qual desemboca, en un recorregut de 7 km, en la mar Mediterrània.

## Història
La fundació del lloc és musulmana, per bé que es trobava dins del Terme General del Saguntum romà i s'hi han trobat dues inscripcions votives romanes. La primera menció escrita a la població, amb el nom Quarcel, es troba en el Llibre del Repartiment. Entre 1248 i 1300 va ser propietat de la Corona; en 1330 va passar a mans del senyor Guerau Fabra; entre 1340 i 1349 el senyoriu va ser propietat del porter reial, Bartomeu Fabra, fins que li va ser confiscat el lloc, que va ser comprat per Roderic Borja. En 1383 Francesc Munyós el va comprar a la Corona juntament amb Quart. Fins al moment de l'expulsió dels moriscs era un lloc bàsicament de moriscs, pertanyent a la fillola de la Vall d'Uixó: segons el Cens de Caracena (1609) a Quartell hi havia només 8 cases de cristians vells, concentrades al nucli de l'Alqueria Blanca, i 70 de moriscs. En 1611 Pere Eixarch i Castellví i Gastó Roís de Corella, comte de Cocentaina, senyors proindivisos de Quartell, donaren carta pobla al lloc, que estava quasi despoblat. Des d'aleshores fins al 1837, data de l'abolició dels senyorius, encara passà per les mans de Jaume Ferrer, els Pròxita, comtes d'Almenara, i, finalment, dels comtes de Faura; en la guerra de Successió l'alferes reial Jordi Ausoles posà Quartell del bàndol botifler. En 1844 José Juan Roig és el principal terratinent del terme de Quartell; en 1869 s'adherí a la causa carlista fins i tot amb una milícia armada composta pels veïns del poble.
Com a curiositat, en 2006 Quartell va saltar a les primeres planes de la premsa estatal per haver sigut triat com a poble pilot per a l'estudi antropomètric de les dones espanyoles per a la unificació de talles.

## Demografia
| 1990  | 1992  | 1994  | 1996  | 1998  | 2000  | 2002  | 2004  | 2005  | 2007  |
| ----- | ----- | ----- | ----- | ----- | ----- | ----- | ----- | ----- | ----- |
| 1.348 | 1.356 | 1.361 | 1.374 | 1.366 | 1.369 | 1.369 | 1.395 | 1.410 | 1.431 |

## Economia
L'economia del poble es basa fonamentalment en el cultiu de la taronja, encara que als últims anys està prenent força el sector industrial amb la incorporació de diverses empreses al seu polígon industrial.

## Política i govern

### Composició de la Corporació Municipal
El Ple de l'ajuntament està format per 9 regidors. En les eleccions municipals de 26 de maig de 2019 foren elegits 5 regidors de Socialistes-Compromís Quartell (PSPV-Compromís), 3 del Partit Popular i 1 d'Esquerra Unida-Seguim Endavant (EUPV).
| Eleccions municipals de 26 de maig de 2019 - Quartell                                                                            |                                     |                                     |                                     |        |          |          |
| Candidatura | Candidatura                         | Candidatura                         | Cap de llista                       | Vots   | Vots     | Regidors |
| | Socialistes-Compromís Quartell      |                                     | Pere Campos Giménez                 | 469    | 48,65%   | 5 (+1)   |
| | Partit Popular                      |                                     | Esther Tortonda Garcia              | 350    | 36,31%   | 3 (-1)   |
| | Esquerra Unida-Seguim Endavant      |                                     | Lluís Molina Muñoz                  | 134    | 13,90%   | 1 ()     |
| | Vots en blanc                       |                                     |                                     | 11     | 1,14%    |          |
| Total vots vàlids i regidors | Total vots vàlids i regidors        | Total vots vàlids i regidors        | Total vots vàlids i regidors        | 964    | 100 %    | 9        |
| | Vots nuls                           | Vots nuls                           | Vots nuls                           | 17     | 1,73%    |          |
| Participació (vots vàlids més nuls)                                                                                              | Participació (vots vàlids més nuls) | Participació (vots vàlids més nuls) | Participació (vots vàlids més nuls) | 981    | 72,45%** |          |
| Abstenció | Abstenció                           | Abstenció                           | Abstenció                           | 373*   | 27,55%** |          |
| Total cens electoral | Total cens electoral                | Total cens electoral                | Total cens electoral                | 1.354* | 100 %**  |          |
| Alcalde: Pere Campos Giménez (PSPV-Compromís) (15/06/2019) Per majoria absoluta dels vots dels regidors (per unanimitat, 9 vots) |                                     |                                     |                                     |        |          |          |
| Fonts: JEC, JEZ Sagunt, M. Interior, Periòdic Ara. (* No són vots sinó electors. ** Percentatge respecte del cens electoral.)    |                                     |                                     |                                     |        |          |          |

### Alcaldes
Des de 2015 l'alcalde de Quartell és Pere Campos Giménez de la coalició electoral Quartell pel Canvi (Socialistes-Compromís)l.
| Període                       | Alcalde o alcaldessa     | Partit polític        | Data de possessió | Observacions |
| ----------------------------- | ------------------------ | --------------------- | ----------------- | ------------ |
| 1979–1983                     | Miguel Marqués Marqués   | UCD                   | 19/04/1979        | --           |
| 1983–1987                     | José Torrente Oller      | PSPV-PSOE             | 28/05/1983        | --           |
| 1987–1991                     | Francisco Huguet Queralt | PP                    | 30/06/1987        | --           |
| 1991–1995                     | Francisco Huguet Queralt | PP                    | 15/06/1991        | --           |
| 1995–1999                     | Francisco Huguet Queralt | PP                    | 17/06/1995        | --           |
| 1999–2003                     | Francisco Huguet Queralt | PP                    | 03/07/1999        | --           |
| 2003–2007                     | Francisco Huguet Queralt | PP                    | 14/06/2003        | --           |
| 2007–2011                     | Francisco Huguet Queralt | PP                    | 16/06/2007        | --           |
| 2011–2015                     | Francisco Huguet Queralt | PP                    | 11/06/2011        | --           |
| 2015–2019                     | Pere Campos Giménez      | Socialistes-Compromís | 13/06/2015        | --           |
| 2019-2023                     | Pere Campos Giménez      | Socialistes-Compromís | 15/06/2019        | --           |
| Des de 2023                   | n/d                      | n/d                   | 17/06/2023        | --           |
| Fonts: Generalitat Valenciana |                          |                       |                   |              |

## Monuments
- Església de Santa Anna. De 1669. És la més antiga de la Vall, però ha sigut molt modificada per successives intervencions. En l'actualitat presenta una decoració típica del Barroc Valencià tardà, seguint l'esquema de nau central de grans dimensions, coberta per una volta de canó els seus arcs fajons arrenquen de pilastres, que servixen de separació a les capelles cobertes amb volta d'aresta.

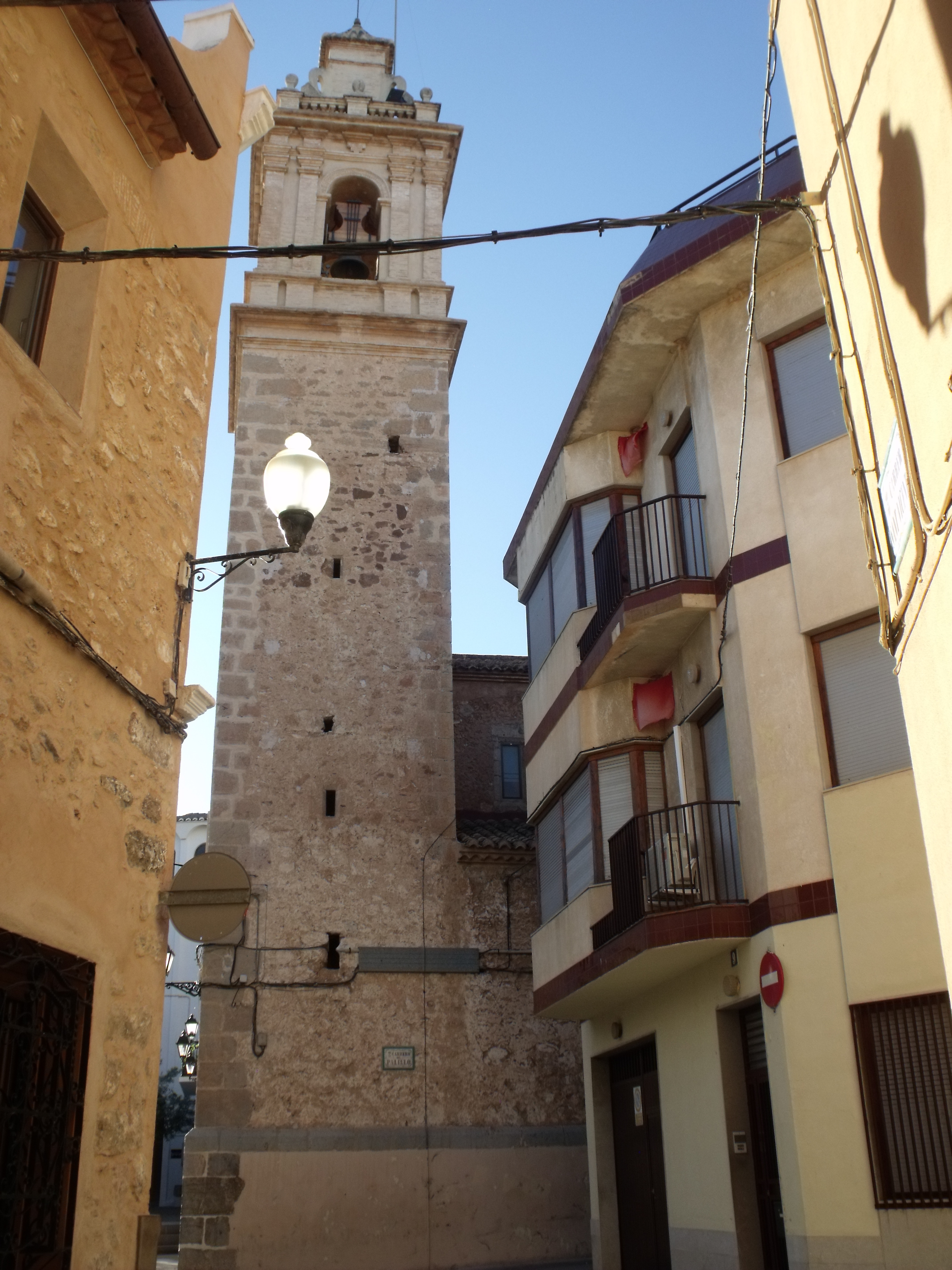
Campanar
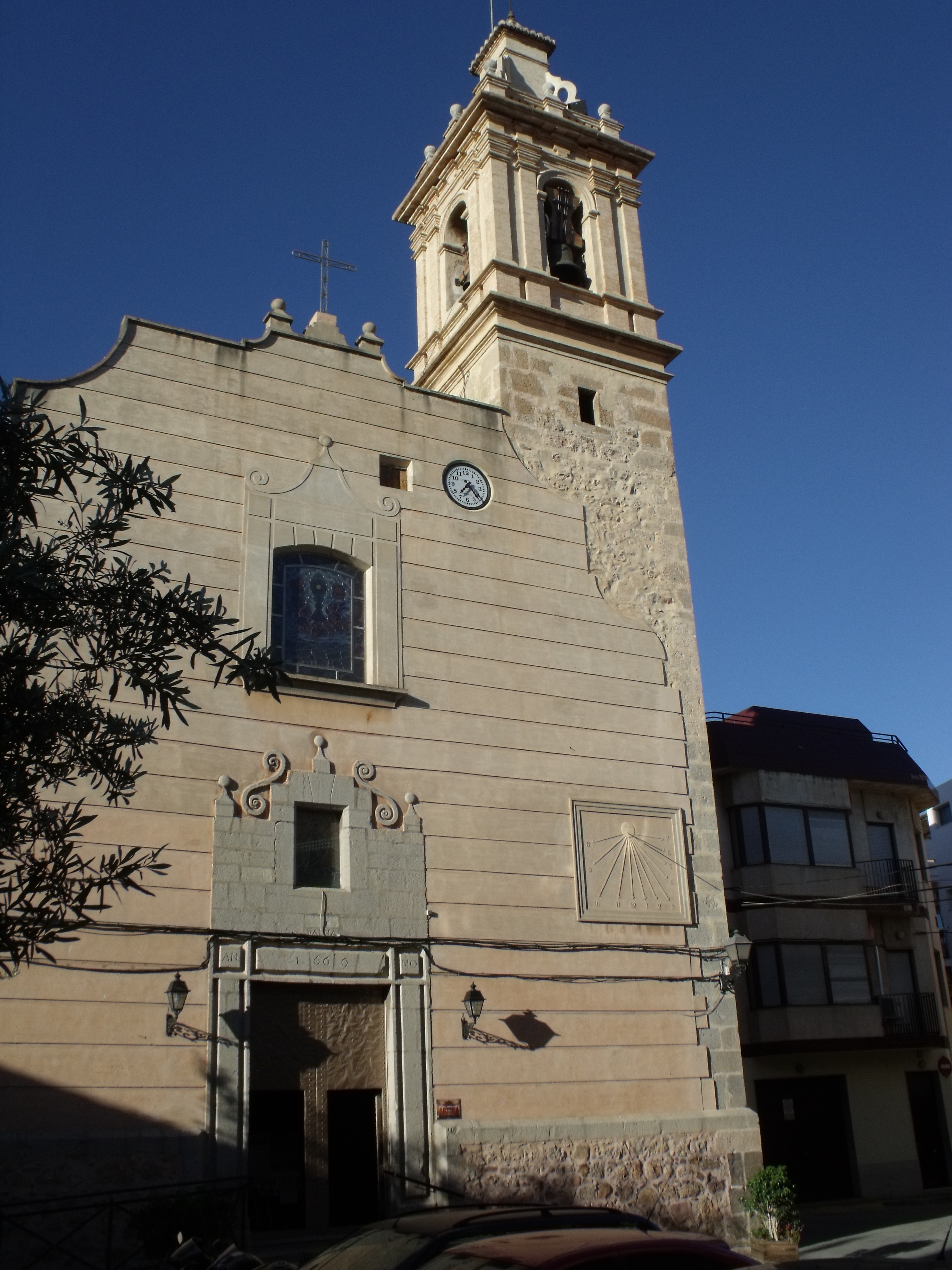
Façana i campanar
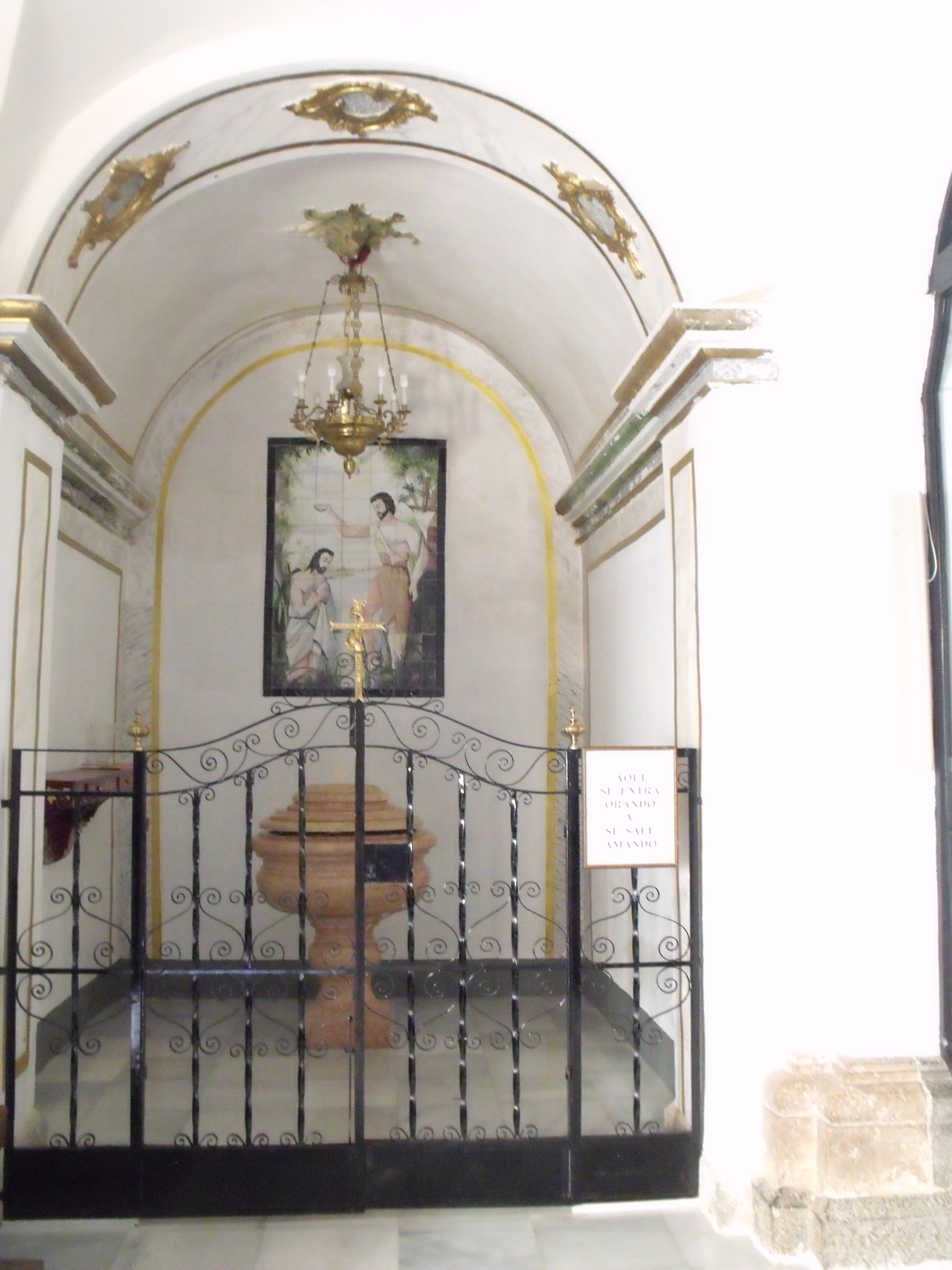
Pica baptismal
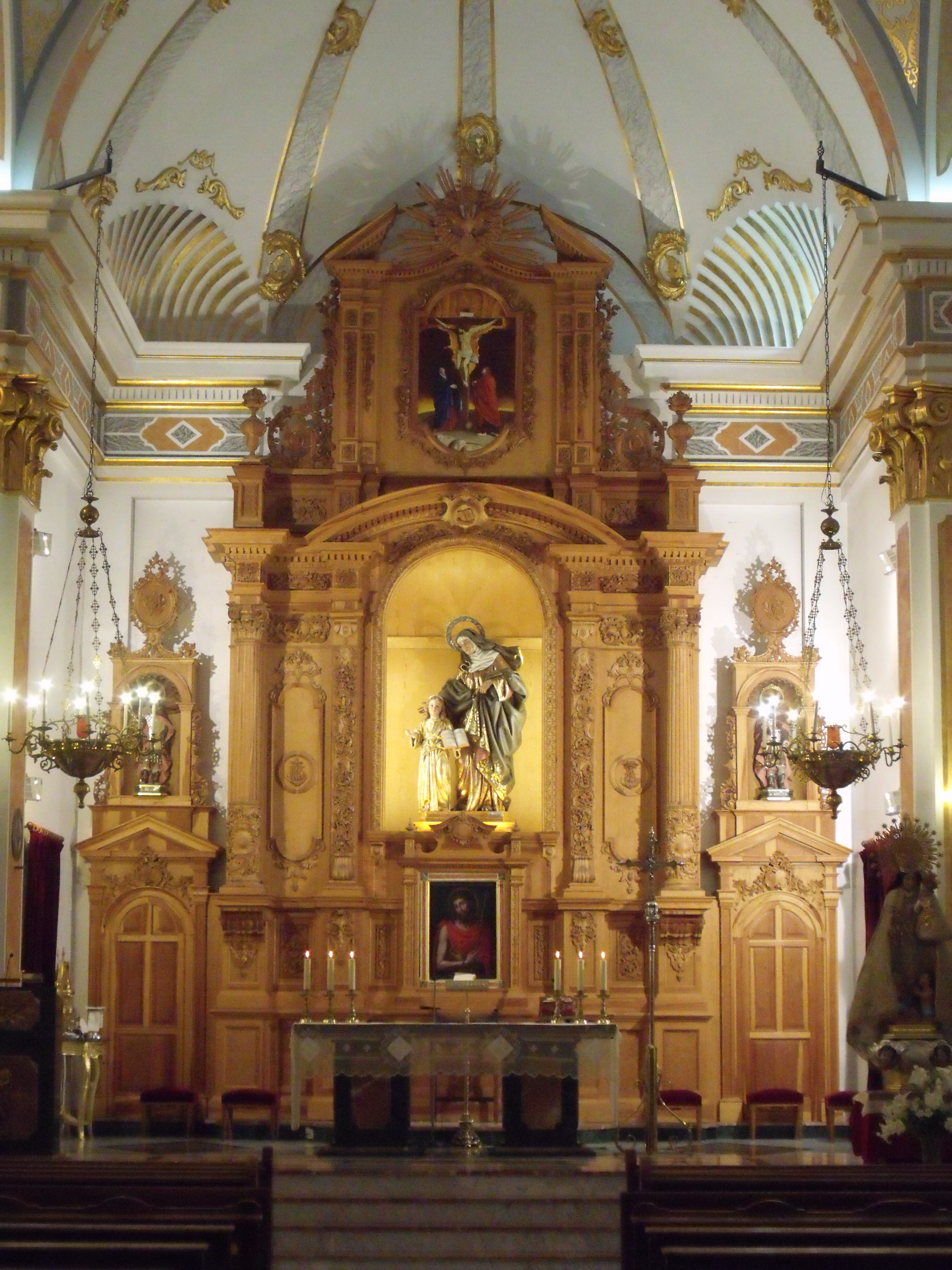
Altar major
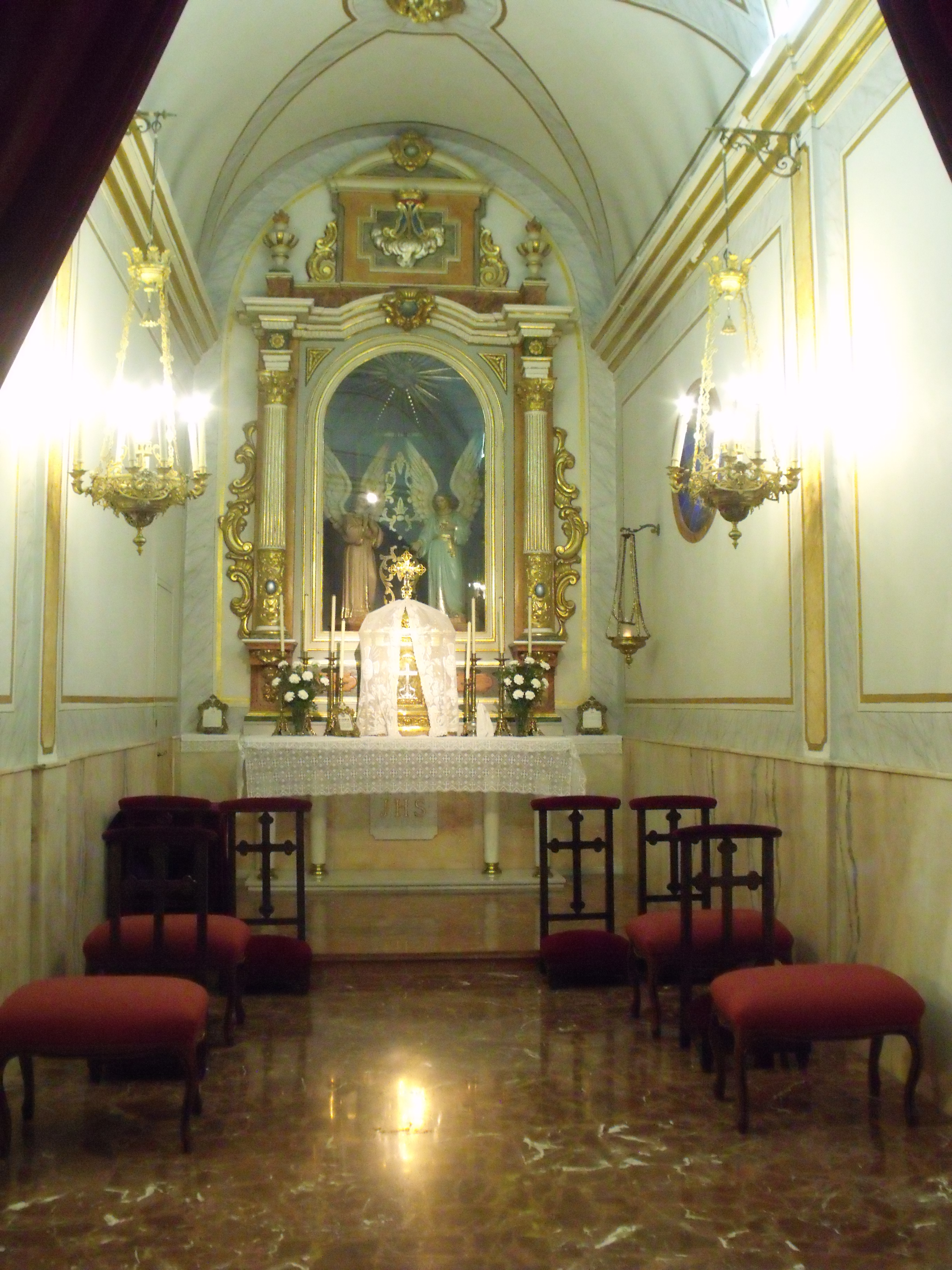
Capella de la comunió
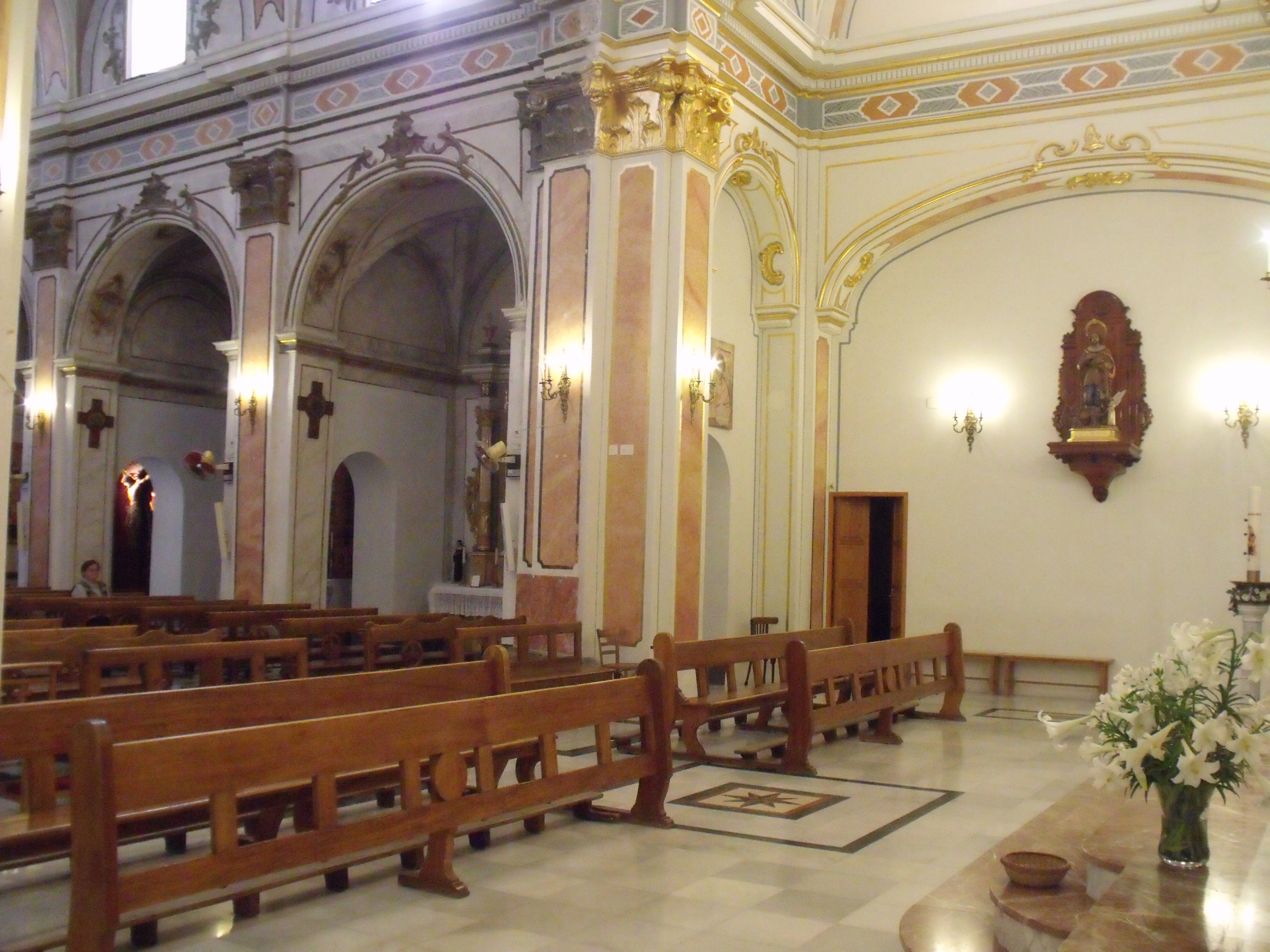
Creuer
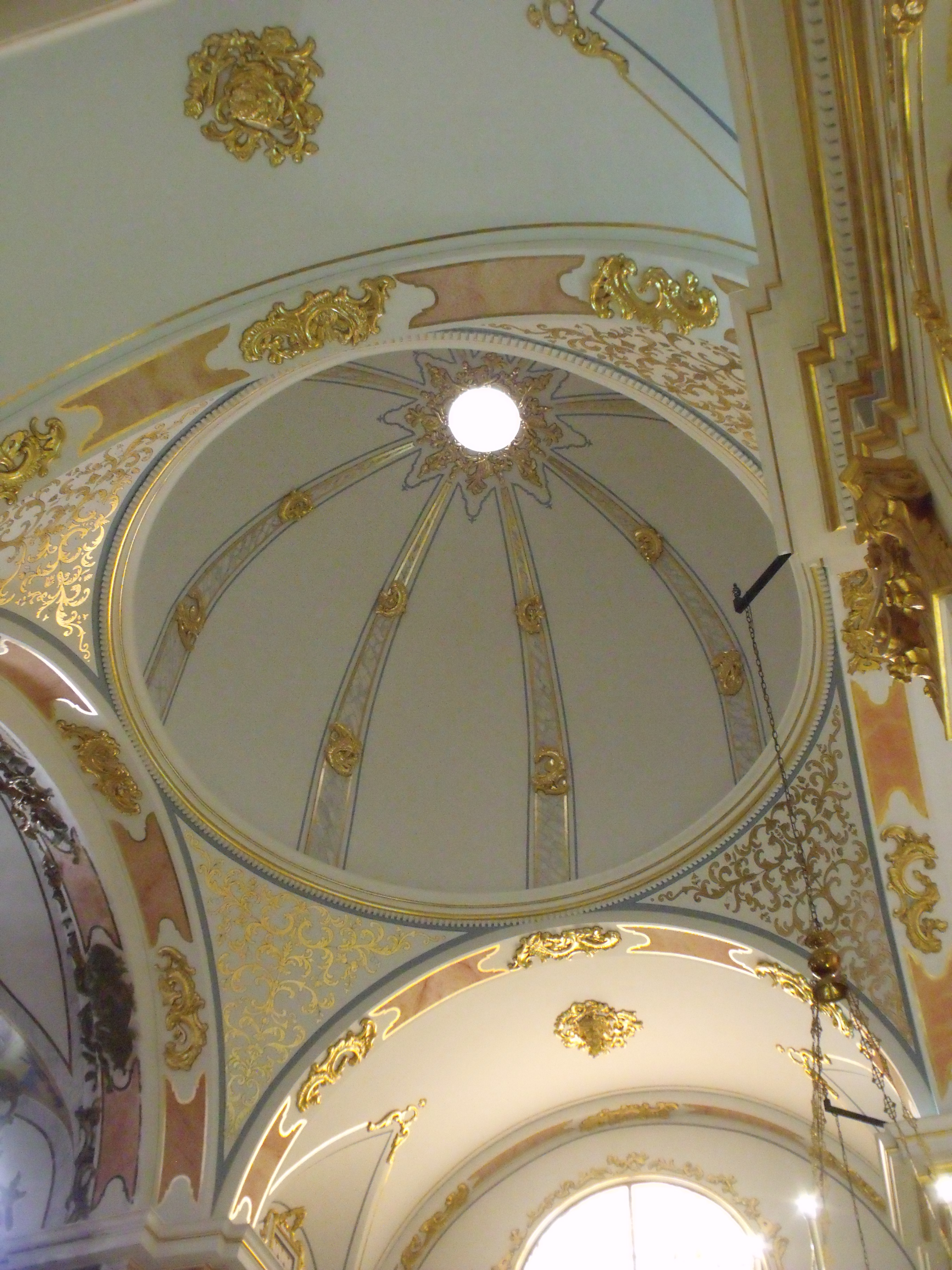
Cúpula creuer
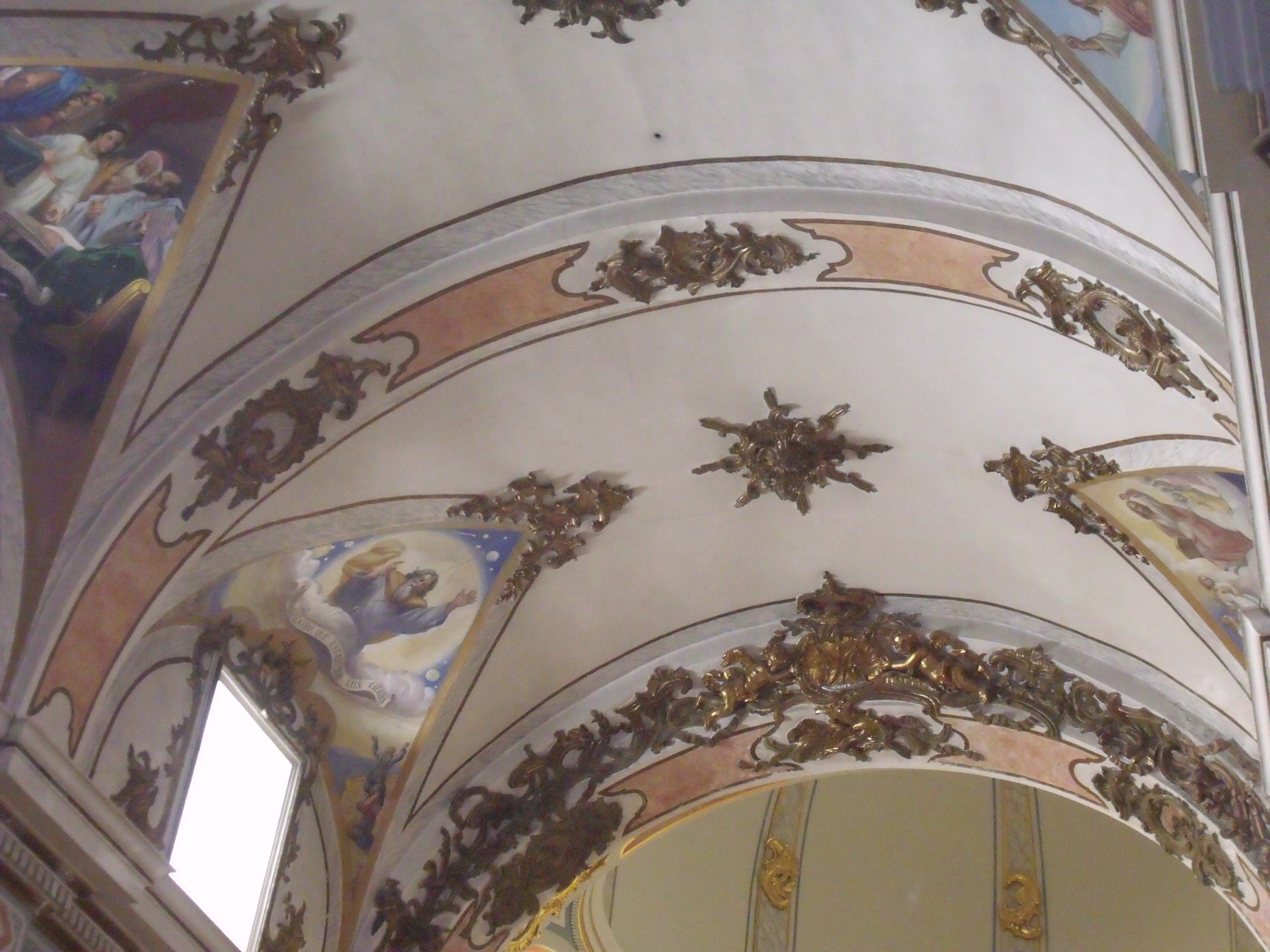
Volta nau central
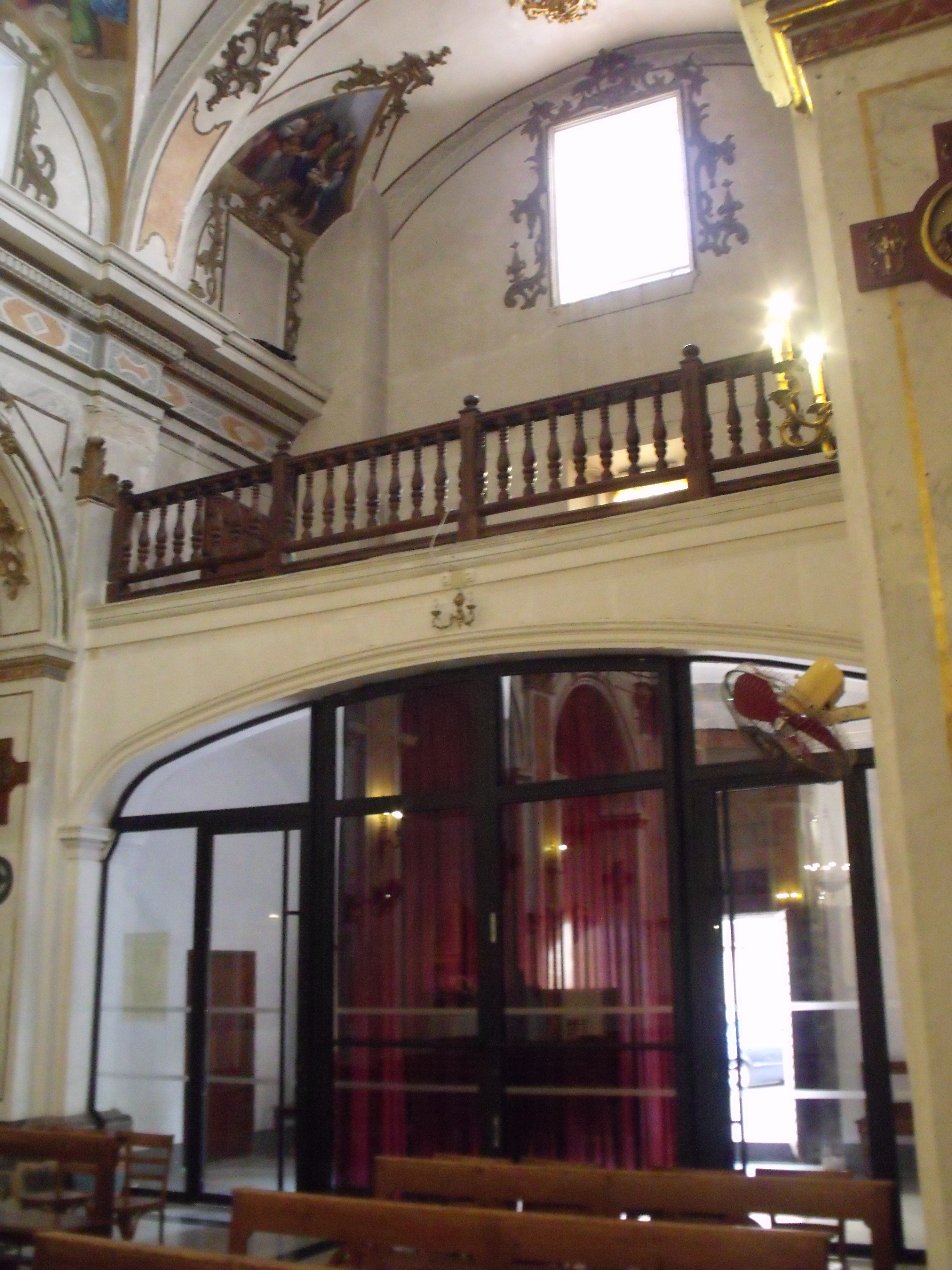
Cor

- Palau senyorial. Any 1741. Antic palau dels Comtes de Faura. La seua organització s'hereta dels palaus del gòtic valencià amb un pati central al voltant del qual s'organitza tota l'edificació. La porta principal és de pedra i amb entrada suficient per als carruatges; dalt se situa el pis senyorial i, finalment, en l'andana, se situava tota la collita recollida en els horts dels senyors per a la seua conservació, manteniment i sobretot per a magatzematge de la seda. En estat de ruïna.

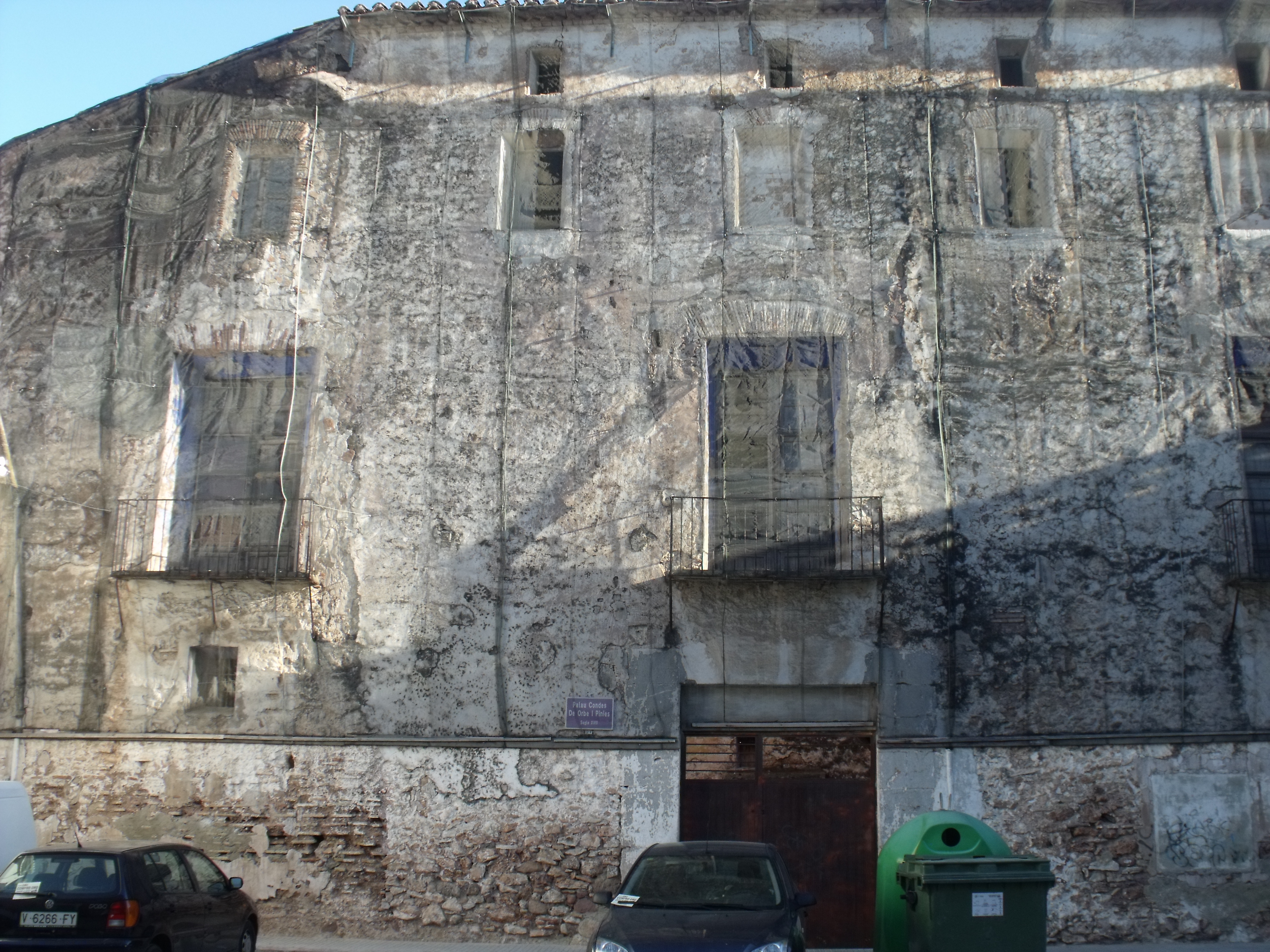
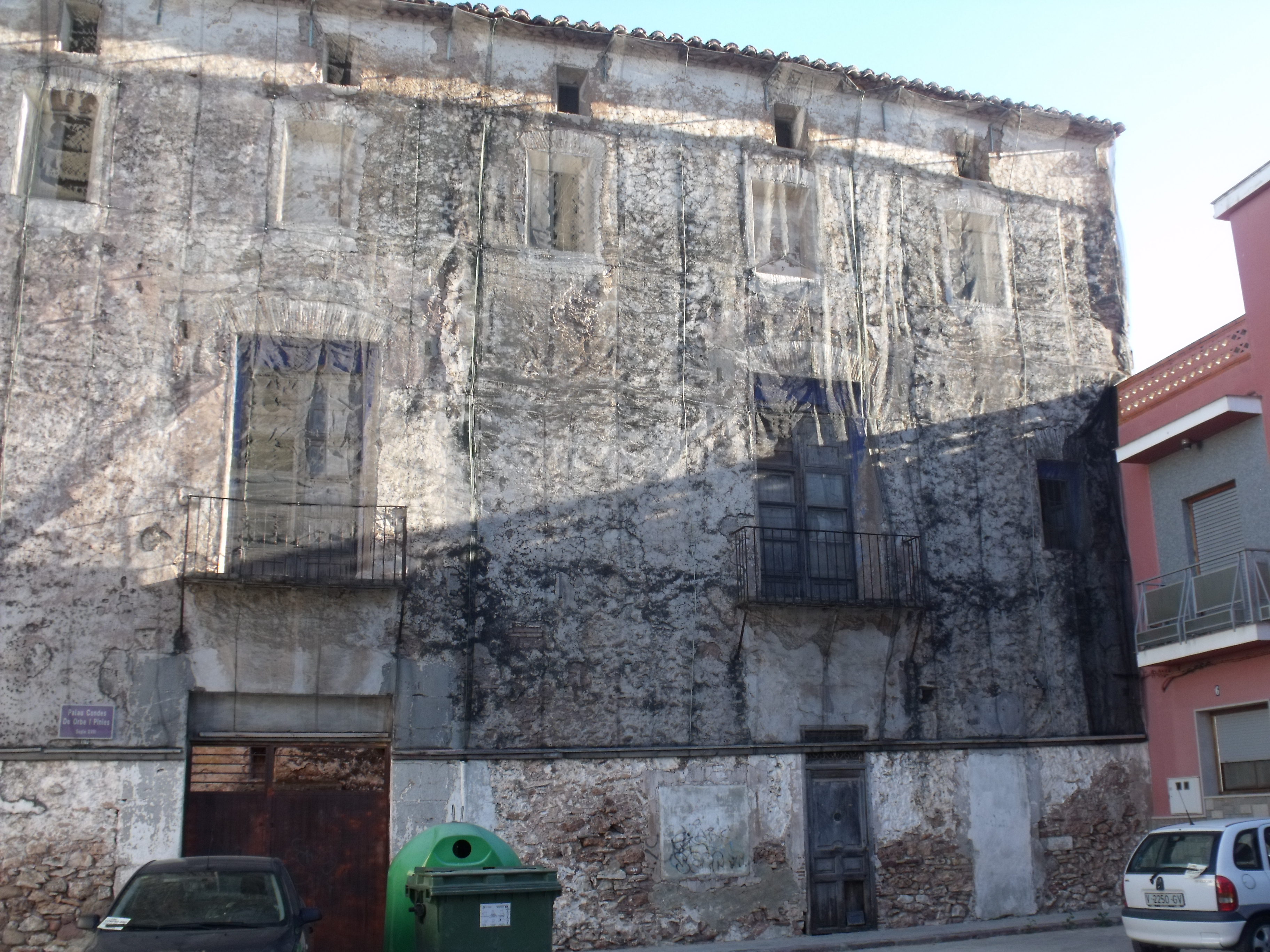
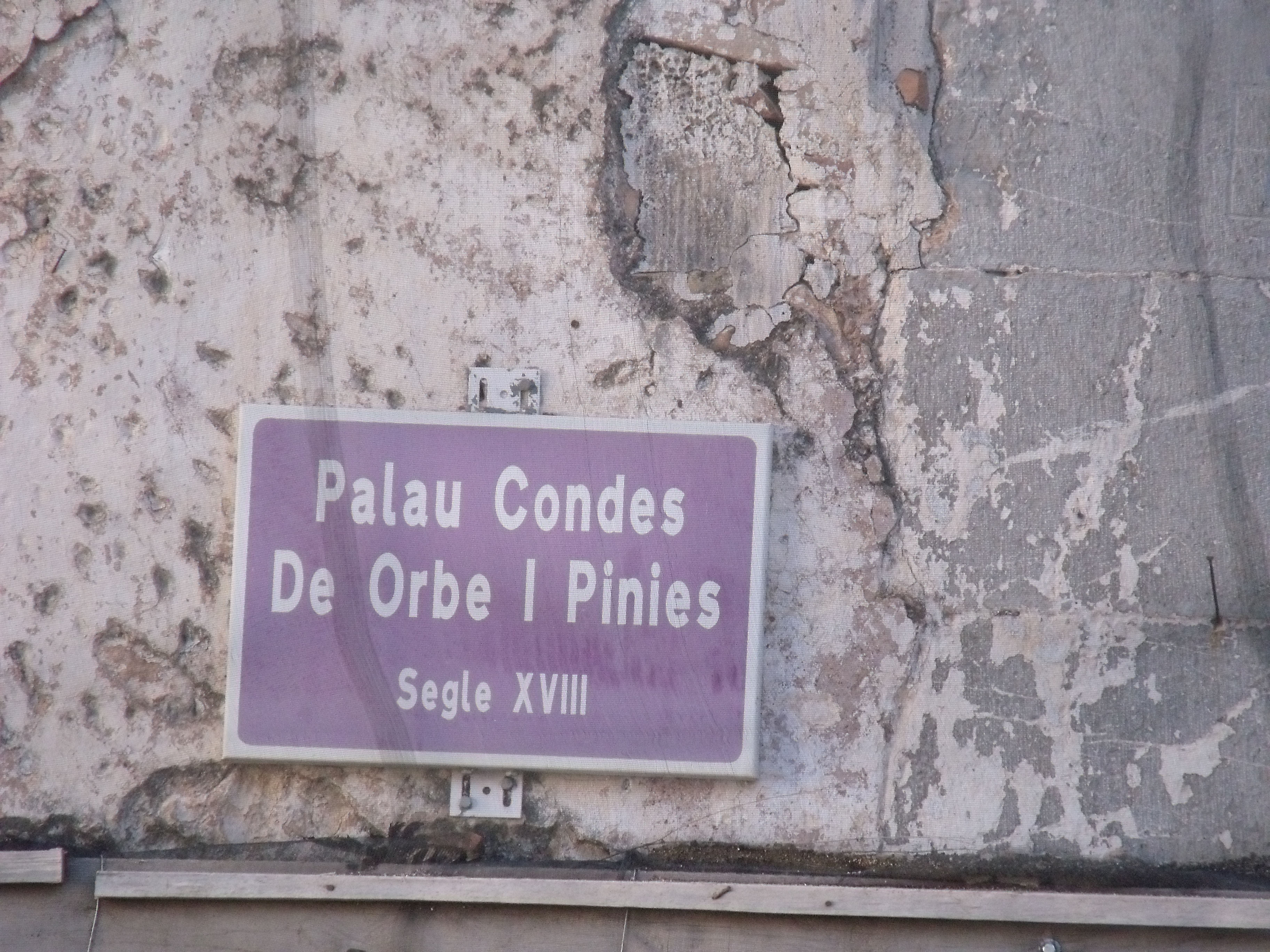

- Molí Nou o Doblons. Segle XVIII. Encara pot observar-s'hi part de la maquinària i la mola d'arròs que es conserva perfectament.

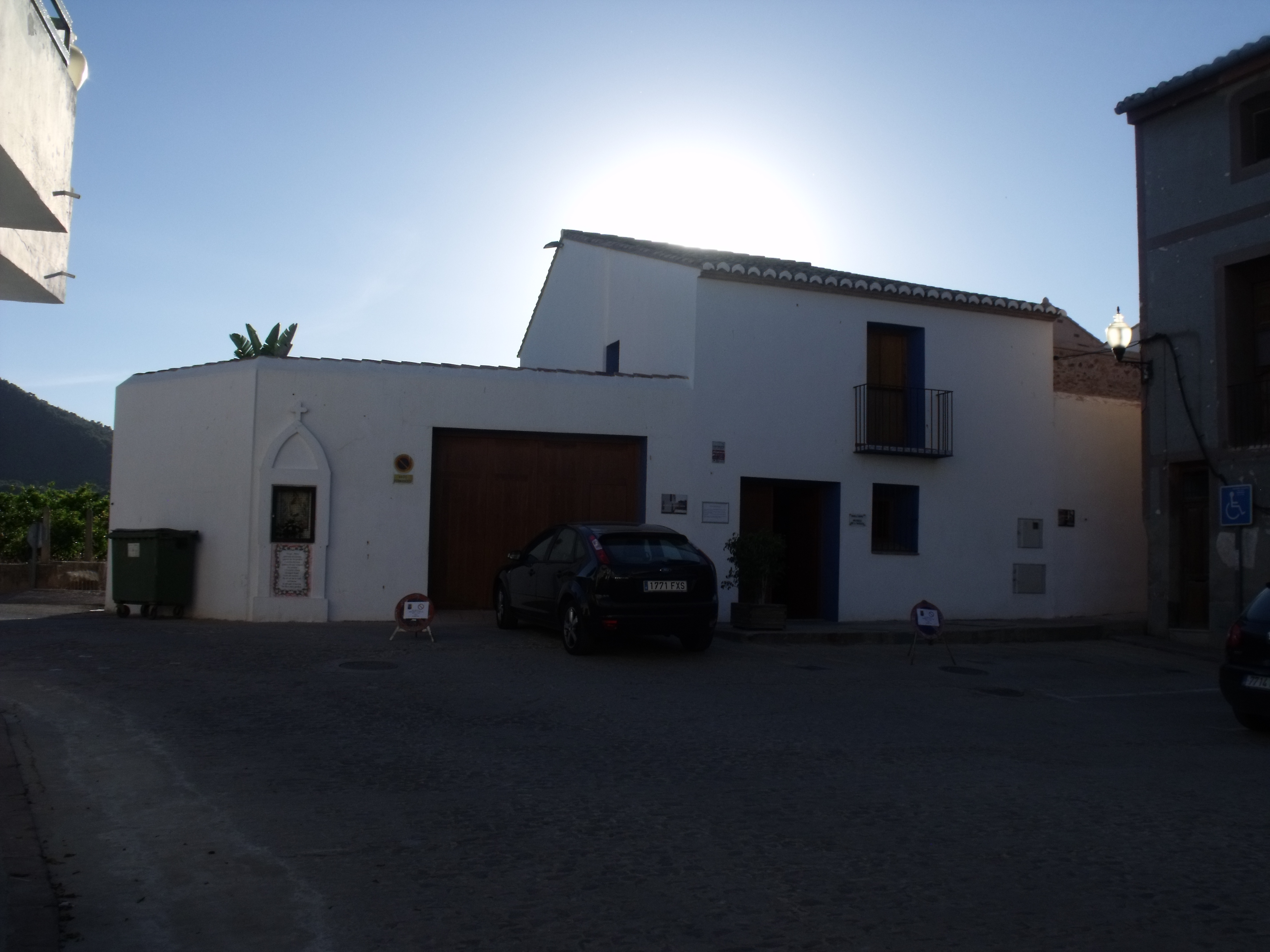
Façana
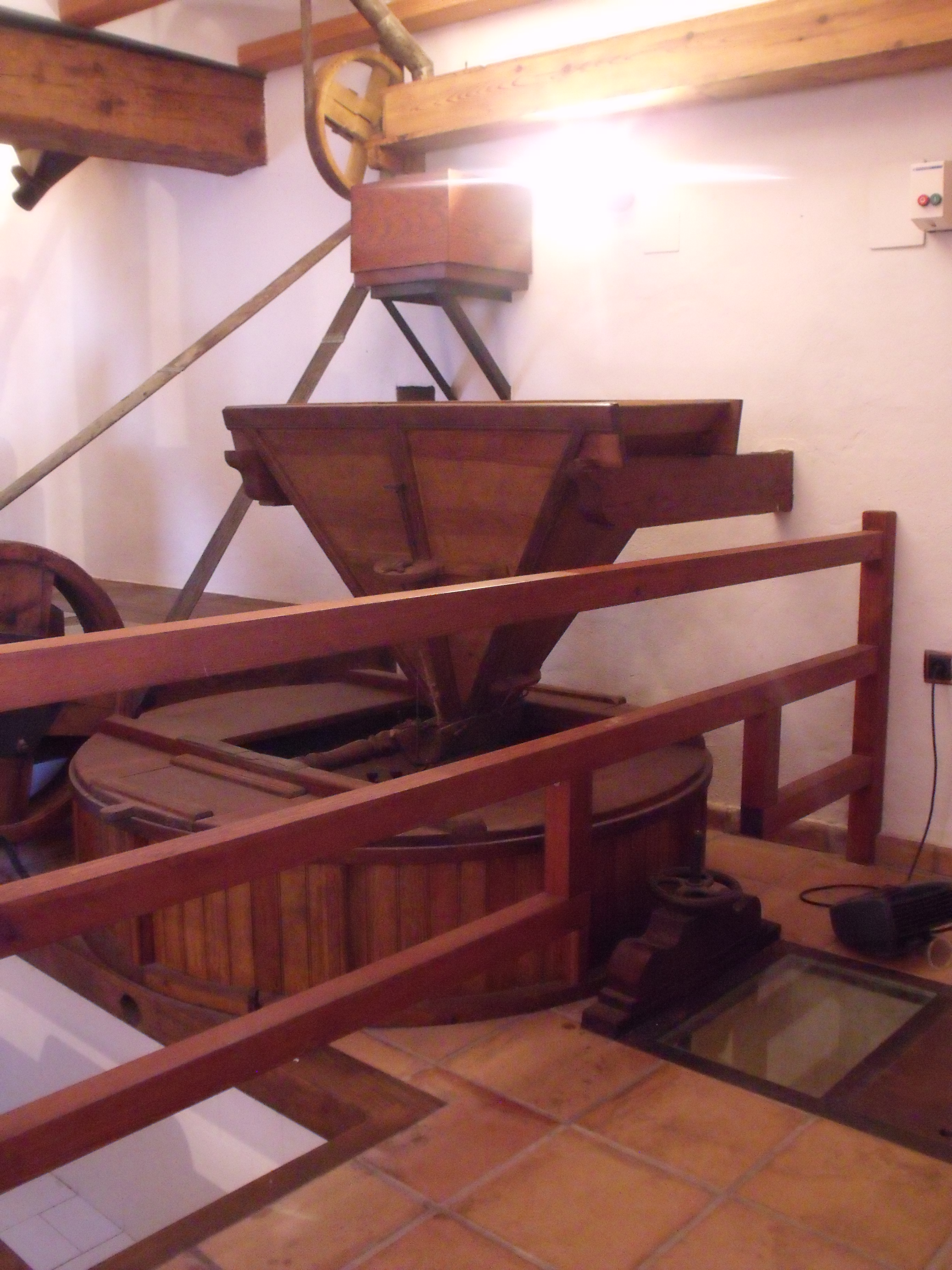
Maquinaria molí d'arrós
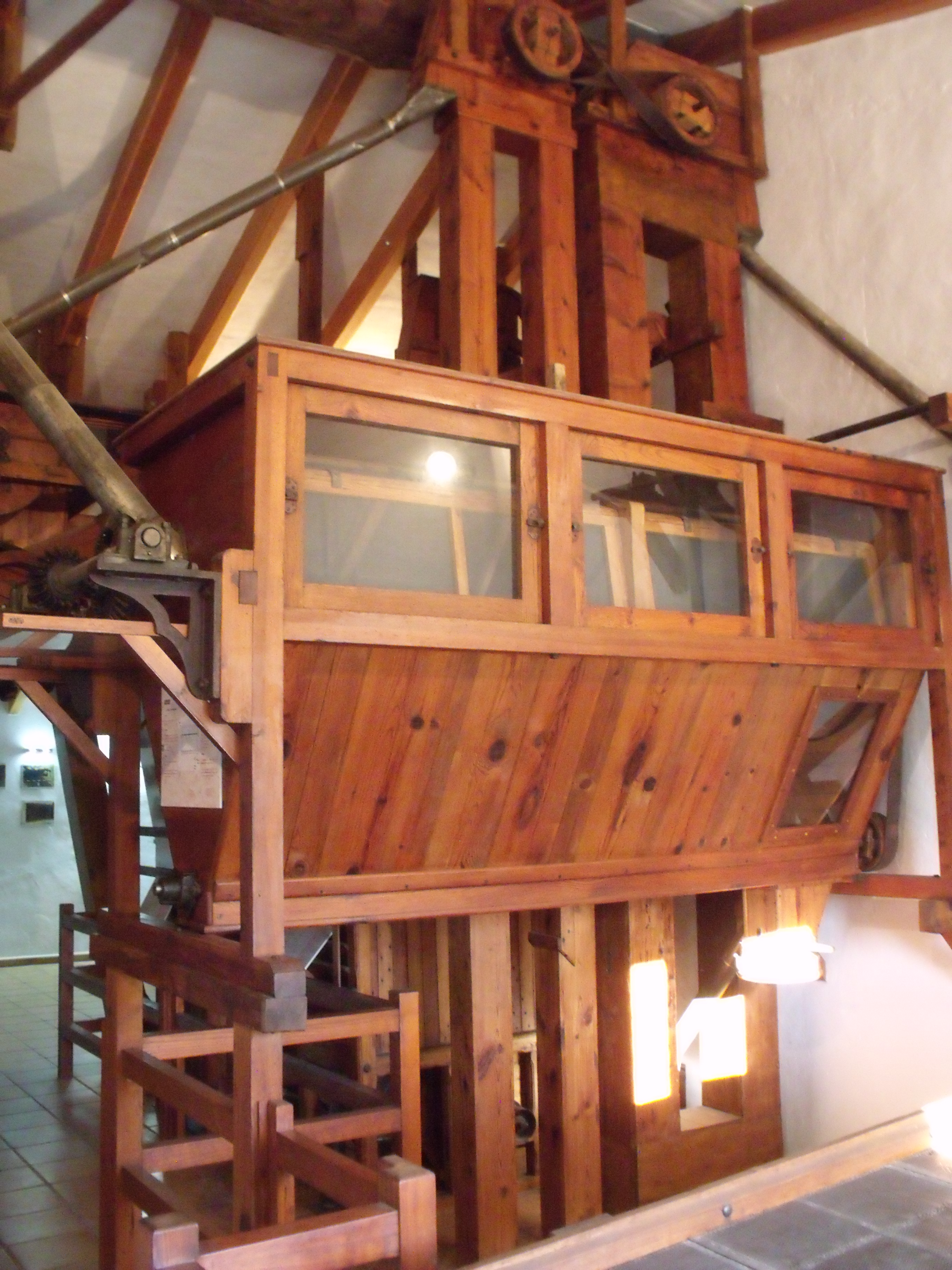
Maquinaria molí d'arrós
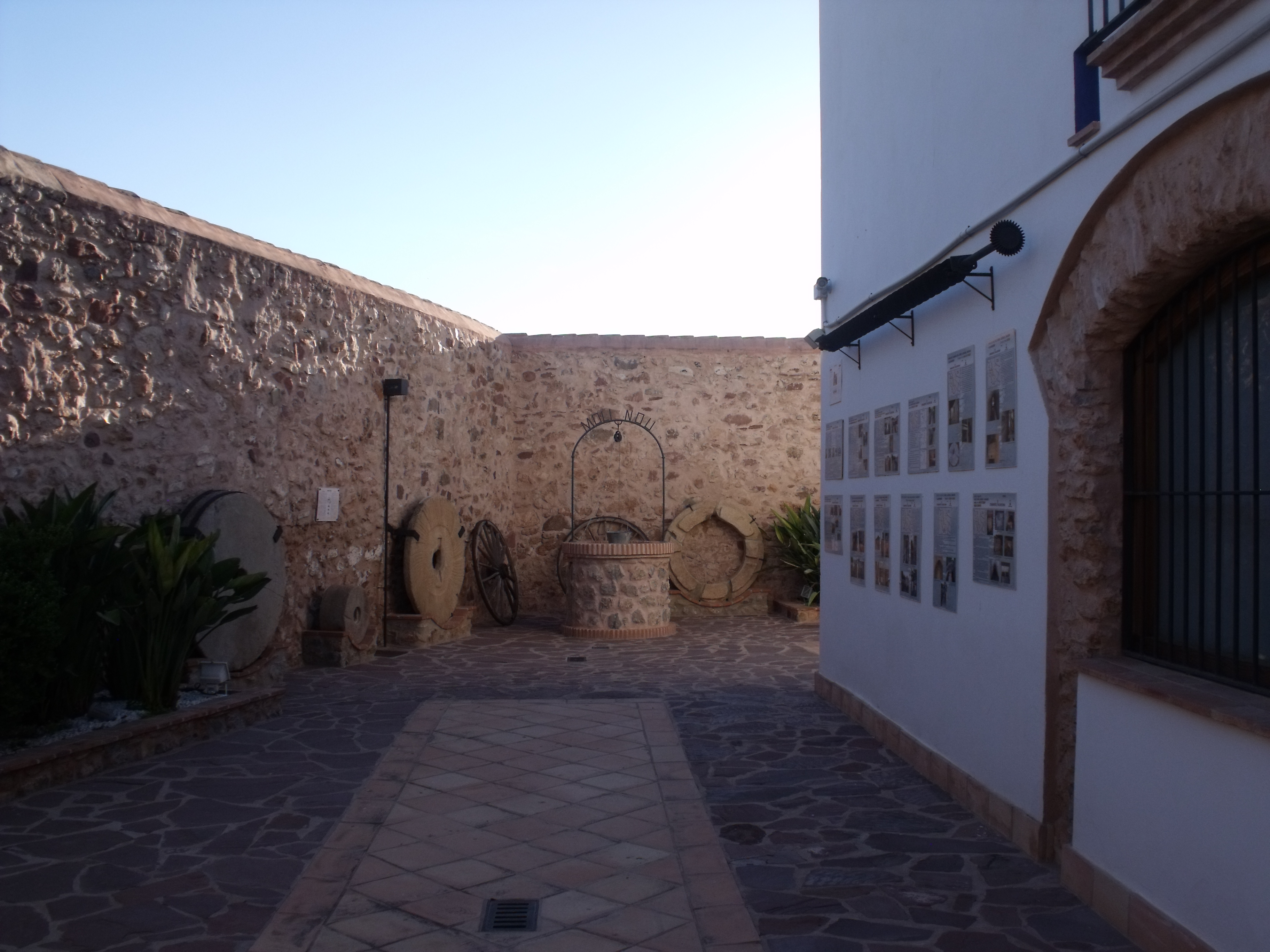
Instal·lacions molí d'arrós

- Safareig Municipal. Encara en ús.

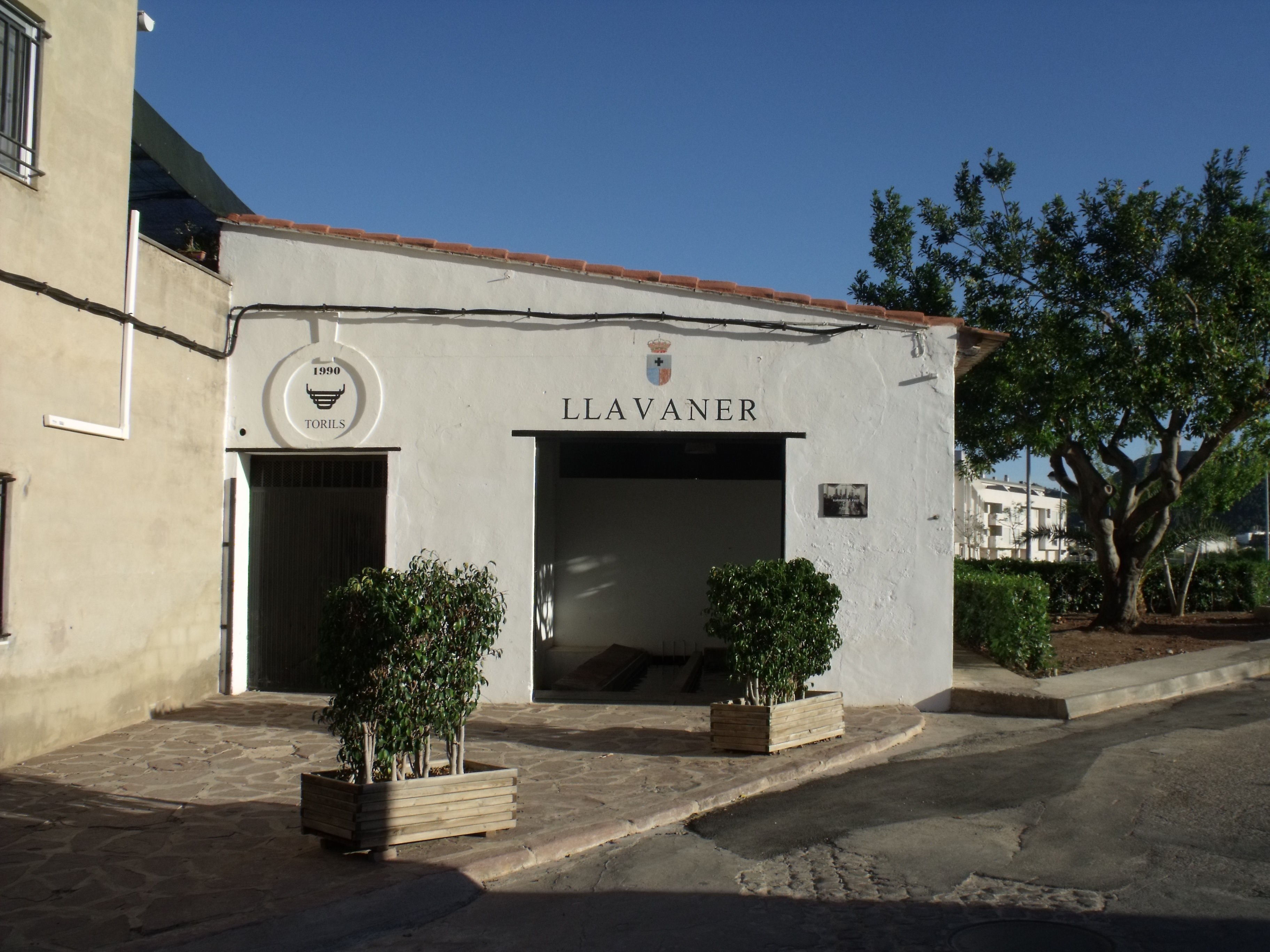
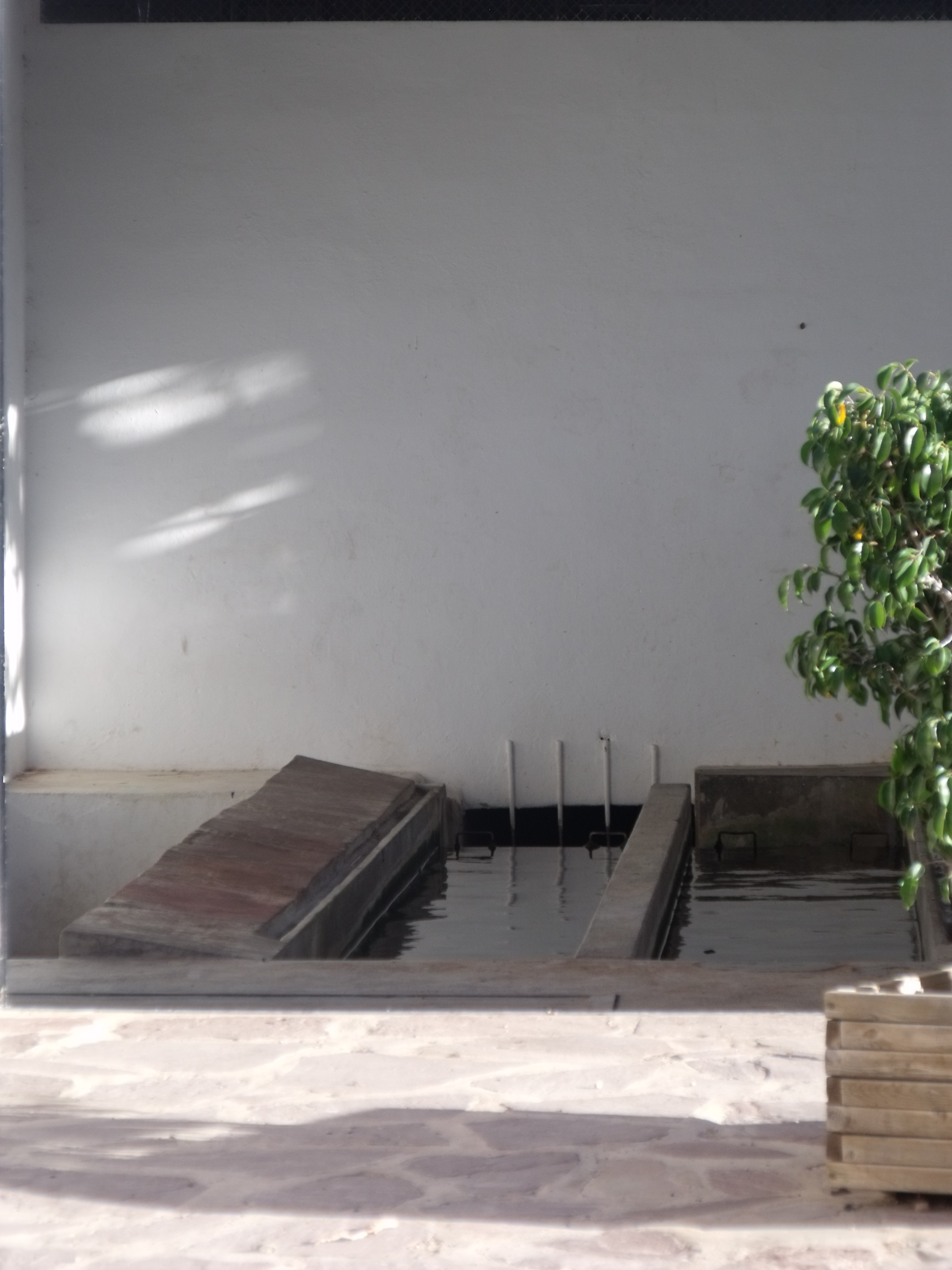
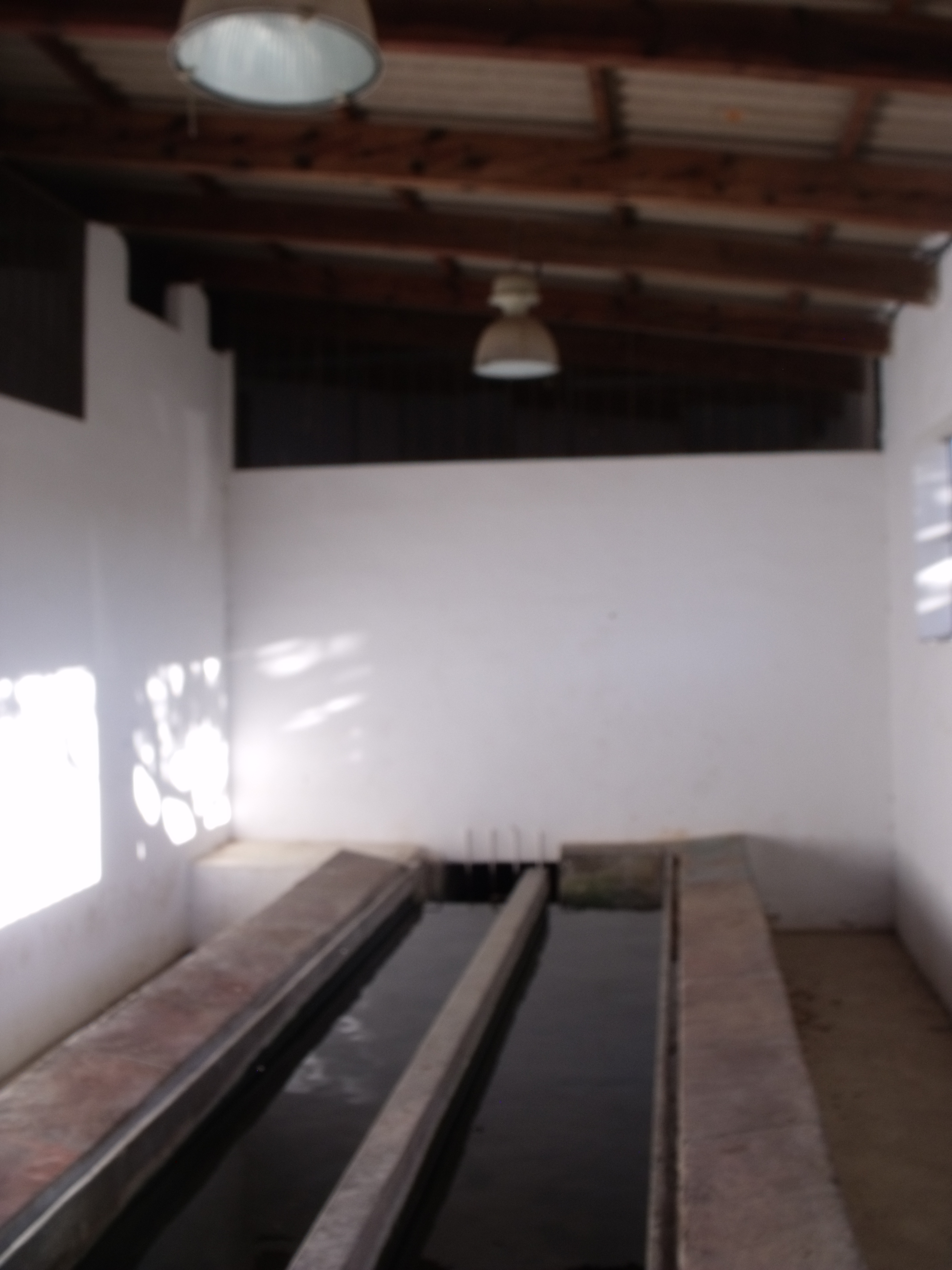

- L'Auditori. Reconstruït recentment és la seu de la Unión Musical de Quartell, la segona banda de música més antiga del País Valencià.

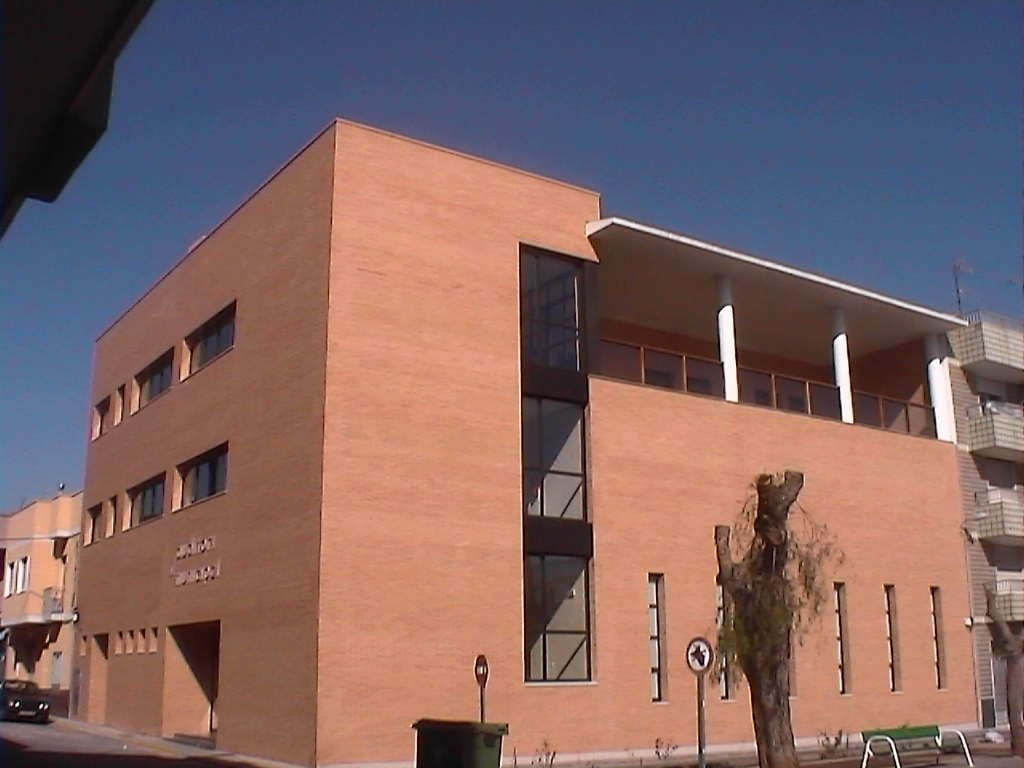
L'Auditori

## Llocs d'interés
- El Quadro. Dintre del terme de Quartell i a uns quilòmetres de distància, es troba el Quadro, zona de marjal, de gran valor ecològic. No solament per la gran quantitat de flora i fauna autòctona que alberga, sinó per la reserva nacional del samaruc (peix d'aigua dolça característic del País Valencià).
- Font de Quart. És un veritable paradís natural per als visitants, immers en les últimes estribaciones de la Serra d'Espadà.

## Festes i celebracions
Les festes de Quartell se celebren igual que les altres viles, a l'estiu, exactament se celebren en el mes de juliol i és la segona vila després de Benevites a celebrar les seues festes les quals estan dedicades a la patrona Santa Anna.

## Esports
Com és tradició en els municipis de la subcomarca de la Vall de Segó, la pilota valenciana també està arrelada en la població de Quartell. D'altra banda, l'Esportiu Quartell, nascut en 1967, és un dels clubs de bàsquet més coneguts i populars de la comarca.

## Personatges il·lustres
Quartell té entre fills il·lustres Josep Polo de Bernabé i Borràs (polític i escriptor nascut en 1812), el mestre Joaquín Rodrigo i Joaquín Soriano, fill adoptiu de Quartell i un reconegut pianista a escala internacional.